# Russell Bodine
Russell Bodine (Scottsville, 30 giugno 1992) è un giocatore di football americano statunitense che gioca nel ruolo di centro per i New England Patriots della National Football League (NFL). Fu scelto nel corso del quarto giro (111º assoluto) del Draft NFL 2014 dai Cincinnati Bengals. Al college ha giocato a football all'Università della Carolina del Nord a Chapel Hill.

## Carriera professionistica

### Cincinnati Bengals
Bodine fu scelto dai Cincinnati Bengals nel corso del quarto giro del Draft 2014. Debuttò come professionista partendo come titolare nella vittoria della settimana 1 contro i Baltimore Ravens. La sua stagione da rookie sin concluse disputando tutte le 16 gare come partente.

### Buffalo Bills
Nel 2018 Bodine passò ai Buffalo Bills.

### New England Patriots
Il 30 agosto 2019 Bodine fu scambiato con i New England Patriots per una scelta del sesto giro.

### Detroit Lions
Nel 2020 Bodine firmò con i Detroit Lions ma alla fine decise di non scendere in campo a causa della pandemia di COVID-19.